# 49 d'Andròmeda
49 d'Andròmeda (49 Andromedae) és una estrella de la constel·lació d'Andròmeda. Té una magnitud aparent de 5,27.